# پل هوکسترا
پل هوکسترا (انگلیسی: Paul Hoekstra؛ زادهٔ ۳۰ december ۱۹۴۴ (۸۰ سال)) ورزشکار اهل بلژیک است.
وی در مسابقات کشوری و بین‌المللی در مجموع برندهٔ ۲ مدال نقره، ۱ مدال برنز شده‌است.